# Waiver (NHL)
Waiver ist eine Bezeichnung für eine Liste in der nordamerikanischen Eishockeyliga National Hockey League, auf die Spieler gesetzt werden, von denen sich ein Team trennen möchte. In der Regel geschieht dies, um sie danach an das Farmteam abzugeben. Spieler auf dem Waiver können von allen anderen Teams ohne weiteren Ausgleich verpflichtet werden, oder andersherum, alle anderen NHL-Franchises verzichten (engl. „to waive“) auf die Verpflichtung.

## Regeln
Eine Mannschaft setzt einen Spieler auf den Waiver, um sich von ihm zu trennen, wenn der Spieler beispielsweise nicht die gewünschte Leistung bringt oder man im Kader oder auf der Gehaltsliste (salary cap) Platz schaffen möchte. Spieler auf dem Waiver können von anderen Teams innerhalb von 24 Stunden verpflichtet werden, ohne dass eine Gegenleistung erforderlich ist. Wollen zwei Teams den Spieler verpflichten, so entscheidet der aktuelle Punktestand, wer den Spieler erhält. Da die Mannschaftsstärken in der NHL möglichst ausgeglichen sein sollen, erhält die Mannschaft mit der geringeren Punktzahl den Spieler; bei unterschiedlicher Anzahl absolvierter Spiele gibt der niedrigere Prozentsatz der gewonnenen von den möglichen Punkten den Ausschlag.
Manche Spieler, die man ins Farmteam schicken möchte, da sie nach einer Verletzung Spielpraxis sammeln sollen oder weil man sie zurzeit nicht benötigt, müssen vorher auf den Waiver gesetzt werden, ehe sie ins Farmteam dürfen. Dies trifft für folgende Spieler zu:
- Spieler, die seit ihrem ersten NHL-Vertrag drei Jahre in der NHL gespielt haben
- Spieler, die 180 Spiele oder mehr in der NHL absolviert haben

Diese Regelung birgt das Risiko, dass andere Mannschaften innerhalb der Frist den Spieler vom Waiver verpflichten.

## Besonderheiten
- Wird ein Spieler, der bereits auf dem Waiver stand, bevor er ins Farmteam wechselte, in das NHL-Team zurückgeholt, dann aber wieder ins Farmteam geschickt, muss er nicht mehr auf den Waiver, wenn er in der Zeit weniger als zehn Spiele für das NHL-Team bestritten hat oder weniger als 30 Tage im NHL-Team war.